# کیرشبرگ-تنینگ
کیرشبرگ تنینگ (به آلمانی: Kirchberg-Thening) یک منطقهٔ مسکونی در اتریش است که در ناحیه لینتس لند واقع شده‌است. کیرشبرگ تنینگ ۱۶ کیلومتر مربع مساحت دارد ۳۲۲ متر بالاتر از سطح دریا واقع شده‌است.